# Üetliberg (trein)
De Üetliberg was een Europese internationale trein voor de verbinding Zürich - Stuttgart.
De spoorwegen hebben vanaf het begin namen gegeven aan hun treinen. De eerste locomotieven hadden bijvoorbeeld namen als Rocket, Arend en Limmat. Toen het spoorwegnet verder groeide werden ook langeafstandstreinen van namen voorzien, bijvoorbeeld de California Zephyr in de Verenigde Staten en de Oriënt-Express in Europa. Zowel de CIWL als de Mitropa hadden al voor de Tweede Wereldoorlog hun langeafstandstreinen van een naam voorzien. De trein is genoemd naar het hoogste punt in de stad Zürich, de Üetliberg.

## Eurocity
De Üetliberg is op 23 mei 1993 als Eurocity in de dienstregeling opgenomen. Hij vormde een paar met de EC Killesberg die met een spiegelbeeldige dienstregeling reed. De trein reed 's morgens van Zürich naar Stuttgart en 's middags terug naar Zürich-Flughafen. Na een ernstig incident met een van de gebruikte treinstellen op 22 juli 1994 werd de trein op 7 augustus 1994 uit de dienstregeling genomen.

### Rollend materieel
De treindienst werd verzorgd door de meersysteemtreinstellen van de SBB.